# بونوا أمون
بونوا أمون أو بونوا هامون (بالفرنسية: Benoît Hamon)‏ ولد في 26 يونيو 1967 في سان رينان (إقليم فنستير) وهو سياسي فرنسي وهو مرشح الحزب الاشتراكي للانتخابات الرئاسية الفرنسية 2017.

## مسيرته
ترأس بين 1993 و1995 حركة الشباب الاشتراكيين، قبل أن يصبح نائب أوروبي بين 2004 و2009، ثم الناطق الرسمي باسم الحزب الاشتراكي بين 2008 و2012. أصبح نائبا في الجمعية الوطنية الفرنسية عن الدائرة الانتخابية الحادية عشر لإقليم الإيفلين في 2012، واشتغل في الحكومة بين 16 مايو 2012 و25 أغسطس 2014 كوزير معتمد للاقتصاد الاجتماعي والتضامني وللاستهلاك ثم وزير التربية الوطنية والتعليم العالي والبحث.

فاز بالانتخابات التمهيدية للحزب الاشتراكي الفرنسي 2017 وذلك أمام مانويل فالس، وأصبح بذلك مرشح الحزب الاشتراكي للانتخابات الرئاسية الفرنسية 2017 التي لم يحصل فيها على أصوات كثيرة.
في 9 سبتمبر / أيلول 2009 ردَّ بنوا هامون، الذي كان وقتها المتحدث باسم الحزب الاشتراكي، على تصريحات بريس أورتوفو التي اُعتبرت عنصرية ضد العرب وتساءل لماذا لا يزال آرتوفو ضمن الحكومية الحالية ؟.

## الانتخابات التمهيدية في عام 2017
أعلن ترشحه للانتخابات التمهيدية في 16 أغسطس 2016، وفي يناير 2017 فاز بالجولة الثانية من الانتخابات التمهيدية لليسار، منتصرا على مانويل فالس بعد حصوله على أكثر من 58% من الأصوات ليصبح هامون مرشحا عن اليسار الانتخابات الرئاسية الفرنسية المقبلة.
يعتقد بونوا أمون أن الجمهورية الخامسة لم تعد تواكب الحداثة، ويرغب بتغييرها بالمرور إلى جمهورية سادسة تعطي أهمية أكبر للبرلمان، كما يؤيد هامون تخفيض ساعات العمل و فرض راتب عام بقيمة 750 يورو في الشهر لكُل الفرنسيين البالغين سواء كانوا يعملون أم لا ومنح تأشيرات إنسانية للاجئين وتحسين ظروف الاعتقال داخل السجون الفرنسية وإلى عدم بناء معتقلات جديدة.

## الانتخابات الرئاسية الفرنسية في عام 2017
فاز ينوا أمون في انتخابات حزبه ليترشح للانتخابات الرئاسية في عام 2017 منتصراً على مانويل فالس، و تقدم إلى الانتخابات الرئاسية عام 2017، حيث احتل المركز الخامس مع 6.35٪ من الأصوات ولم ينجح أمام المرشح إيمانويل ماكرون ومارين لوبن وجان لوك ميلانشون وفرانسوا فيون.

## روابط خارجية
- بونوا أمون على موقع IMDb (الإنجليزية)
- بونوا أمون على موقع مونزينجر (الألمانية)